# Зграда старог Начелства у Нишу
Зграда старог Начелства у Нишу се налази на Кеју Мике Палигорића и Шуматовачке улице. Данас ова зграда носи статус културна добра од великог значаја.

## Историја
У самој близини Нишке Тврђаве, на Кеју Мике Палигорића 2. и Шуматовачке улице, фронтално окренута ка реци Нишави, налази се зграда Окружног начелства. Зидана је четири године, по ослобођењу од Турака 1878. године. Подигнута је као зграда која је својим положајем, димензијама, стилским карактеристикама и конструкцијом представљала најмонументалнију, најрепрезентативнију јавну грађевину у тадашњем Нишу. Била је изграђена по плановима бечког архитекте, чије је име до данас остало непознато.
Ова зграда је значајна између осталог, по томе јер се за њу везују и бројни значајни историјски догађаји. У периоду од 26. јула 1914 до 16. октобра 1915. у овој згради је био смештен кабинет председника српске владе Николе Пашића. На телеграфском столу у председништву, како пише Јован Ћирић, 28. јула 1914. године је примљен телеграм којим је Аустроугарска објавила рат Србији, што је истовремено био и формални почетак Првог светског рата.
Са балкона ове зграде, 1917. године су три европска владара тадашњих централних сила, Аустрије, Немачке и Бугарске, посматрали последњу параду својих војних јединица, пред њихов велики пораз у Првом светском рату.
По завршетку рата зграда је и даље припадала Окружном начелству, коме је, у то време, осим нишког, потпадало још пет срезова. Повећање целокупног административног апарата, доводи до потребе за проширењем канцеларијског простора, у оквиру постојећег габарита ове зграде.
Данас се у овом објету налази Универзитет, Универзитетска библиотека, Привредна комора и Завод за заштиту споменика културе Ниш, који је 1972. године донео решење о званичном проглашењу зграде старог Начелства као спомеником културе.

## Изглед објекта
Изградња прве фазе (два тракта са приземљем и спратом) завршена је 1886. година, за потребе Начелства нишког округа, управе полиције и суда. Првобитни габарит зграде састојао cе од приземља и спрата са трактом у дужини од 65 метара, 50 метара у односу на данашњу улицу Добричку. Представљала је у оно време, несумњиво први и јединствен објекат изграђен у Нишу, са масивним зидовима изведеним од опеке и солидно решеном међуспратном конструкцијом. Зграда Начелства је видно одударала од оријенталне архитектуре тадашње Нишке архитектуре, својим западноевропским стилом. Столарија у згради је била израђена у једној од бечких радионица, о чему сведочи утиснут натпис на столарији са ознаком "VIEN".
На улазном вестибилу данас стоји очувана, мада теже видљива, представа у виду четири грба са симболима тадашње краљевине Србије, изведена у секо техници. Стремљења у архитектури, који су били под утицајем неоренесансе, у нивоу приземља је изражена на фасадама рустика у малтеру, обликована као имитација широких спојница претежно у хоризонталним редовима. Крајеви фасадних ризалита су са свих страна углавном остали наглашени и обрађени у имитацији босираних масивних квадра. Зграда има наглашене детаље на ризалитима, са истакнутим троугаоним тимпанонима. Кров је у урађен виду мансардно решеног зарубљеног конуса, са посебно наглашеном кровном атиком, у односу на осовину самог тракта, по вертикали. У средишњој зони је и државни грб, изведен у рељефу.
Целокупни ентеријер на првом спрату је осмишљен на достојанствен и репрезентативан начин. Тако су били решени и улазни хол, степениште, кабинети централне управе, па чак и раскошно пројектовани станови за управника и његовог по рангу првог сарадника. По дубини тракта, пружајући се по осовини и у правцу дворишта, налази се и централна сала за званичне скупове, обликована као амфитеатар. Што се тиче екстеријера, ту се архитектуре композиционо понављају sa истоветно решеним мотивима, као и на постојећим трактовима зграде. Са наглашеним прилазним тремом, до кога се долази прилазним степеништем у облику амфитеатра. Мотив амфитеатра доминира у односу и на друге мотиве у обликовању прилазног тракта и у целости. Зграда се састоји од високог приземља и два спрата, са основом у облику издуженог трапеза, са централно постављеним двориштем. Академски је компонована, са ренесансним приступом хоризонталној градацији елемената на зидном платну (од рустике у доњим зонама до фино обрађених површина, низова стубова, тимпанона, завршних венаца, портала, балкона, главног полукружног улазног трема на наглашеном угаоном ризалиту). Ентеријер, а посебно велика дворана за заседање, имала је богату декорацију са луксузно опремљеним предметима.

## Реконструкције
После Првог светског рата 1925. године је дозидан још један спрат на згради. Приликом доградње, апсолутно се водило рачуна не само о уклапању новог дела у постојећу архитектуру, већ и о њеном обједињавању у оквире постојећег габарита у целини. Данашњи изглед зграда датира још од 1935. године, када је Ниш постао средиште Моравске бановине. Радови су извођени према пројектима инжињера Петра Гачића. Када и цела зграда дефинитивно добија данашњи облик и волумен - освећена је на рођендан краља Петра, 6. септембра 1936.
Радови на обнављању и рестаурацији спољашњости зграде, фасаде, почињу 1976. године, на десетогодишњици постојања институције Нишког Универзитета. Пре тога фасада је обнављана последњи пут још средином педесетих година и то је урађено веома лоше, тако да је нова реконструкција била неминовна. Што се тиче кровног венаца на старом делу зграде, који је заједно са спратом дограђен 1925. године, (израђен од цинковог лима у ламелама), он је дотрајао и деформисао се. У оквиру завршних радова, истакнут је још и натпис установе, „Универзитет у Нишу" и њен симбол у виду бронзане плакете са рељефом у бронзи.
Године 1977. радови су настављени на фасадним површинама дуж читавог кеја, обухватајући и стари део зграде све до угла Добричке улице. Површине у склопу старог дела зграде су завршном обрадом обојене тамнијим нијансама у односу на оне из претходне фазе. Тако су и на овај начин у довољној мери истакнуте и презентоване фазе изградње читавог блока у целини, a истовремено наглашена и симетричност најстаријег дела зграде, када је у њој било Начелство, са спратом дограђеним 1925. године.
Године 1986. се настављају радови на сектору из улица Добричке и Шуматовачке, који обухватају оба улична тракта целог блока зграде од укупно 68 + 90(158 метара).
Радови су овде такође извођени по истом принципу као и на секторима из претходних фаза, рачунајући ту и већ примењивана тонска издвајања нијанси приликом завршне обраде фасадних површина у односу на одговарајуће анексе из обе ове улице. Тако су се визуелно и нагласиле фазе настанка одређених партија. Са разликом у томе што се приликом извођења радова овде знатно више обијао дотрајали малтер са фасадних површина, па је самим тим и додатно малтерисано. Може се закључити да је извршена, аутентична реконструкција свих фасадних елемената у површини и до 70%, што је и разумљиво када се има у виду да су оба фасадна тракта изложена западу, односно северу. Рестаурација је извршена завршном обрадом фасадних површина, заменом дотрајале лимарија, препокривањем кровне површине, замењена је дотрајала лимарија и у свим, чак и најнеприступачнијим деловима зграде, око кровних надвишења и изнад њих.
Универзитет у Нишу, је као правно лице инвестирао спровођење радова на дотеривању спољњег изгледа објекта, заједно са рестаурацијом фасадних површина од самог почетка радова 1976. године, па све до дефинитивног завршетка 1986. године. За стручни надзор приликом извођења радова на свим секторима био је задужен Завод за заштиту споменика културе у Нишу.
Године 1987. се изводе радови на уређењу дворишног простора и радови у оквиру ентеријера. Радови се спровођени на простору затвореног дела дворишта зграде, у укупној површини од око 740 m². Такође треба издвојити репрезентативно уређење унутрашњег простора сале Универзитетске библиотеке и Регионалне привредне коморе.